# Muriel Salle
Muriel Salle est une historienne et une universitaire française spécialiste de l'histoire des femmes, née en 1978.

## Biographie

### Formation
Titulaire d'une maîtrise d'histoire soutenue auprès d'Olivier Faure, elle obtient l'agrégation d'histoire en 2003 puis poursuit une recherche de Master 2 auprès de Michelle Zancarini-Fournel, Féminin vs Masculin. Jeux de miroirs dans les discours médicaux et anthropologiques sur le corps et la nature féminine à la fin du XIXe siècle. Elle soutient sa thèse de doctorat, L’avers d’une Belle Époque. Genre et altérité dans les pratiques et les discours d’Alexandre Lacassagne, médecin lyonnais (1843-1924), en 2009.

### Enseignement
Depuis 2010, elle assure à l'Institut d'études politiques de Lyon un cours intitulé « Genre et Rapports sociaux de sexe », puis « Corps, Sexe et Politique ». Maîtresse de conférences en histoire depuis 2011 à l'université Lyon 1, elle est responsable depuis 2016 de l'UE « Corps, Genre, Santé » dans le Master Genre habilité par deux universités lyonnaises.
Elle intervient également auprès de la faculté de médecine de Lyon et, jusqu'en 2015, auprès de l'Université Jean-Monnet-Saint-Étienne dans le cadre de l'université pour tous.
Elle est également maîtresse de conférences à l’École supérieure du professorat et de l’éducation de Lyon.
Ses recherches portent d'abord sur l'hermaphrodisme dans le discours médical de la fin du XIXe siècle, puis plus généralement sur la question du genre.
Elle recense des travaux portant sur la thématique du sport et du genre, sur l'histoire de l'intime et du sentiment amoureux.

### Prises de position
Elle s'associe à des tribunes en son nom propre ou par l'intermédiaire de l'Association de recherche sur le genre en éducation et formation (ARGEF) dont elle est cofondatrice.

## Décoration
- Chevalier de l'ordre national du Mérite (nommée le 15 mai 2025)[10].

## Publications
- Muriel Salle et Philippe Artières, Papiers des bas-fonds: Archives d'un savant du crime, 1843 - 1924, Paris, Textuel, 2009, 160 p. (ISBN 978-2845973343)[11].

- Muriel Salle et Marie-Laure Déroff (dir.), Boire : une affaire de sexe et d’âge, Rennes, Presses de l’EHESP, 2015 (DOI 10.3917/ehesp.filla.2015.01.0031, lire en ligne), « La nature féminine, entre boire et déboires. L’alcoolisme féminin sous le regard médical au XIXe siècle », p. 31-40.
- Muriel Salle et Catherine Vidal, Femmes et santé, encore une affaire d'hommes ?, Paris, Belin, 2017, 80 p. (ISBN 978-2410009330)[12],[13].
- Muriel Salle, Alyson McGregor et Hélène Colombeau (traductrice), Le sexe de la santé. Notre médecine centrée sur les hommes met en danger la santé des femmes, Toulouse, ERES, 2021, 280 p. (ISBN 978-2749269498, lire en ligne), p. XI-XIX.
- Morin-Messabel Christine, Ferrière Séverine, Salle Muriel , « L’éducation à l’égalité « filles-garçons » dans la formation des enseignant-e-s », Recherche et formation [En ligne], n°69,  2012. URL : https://journals.openedition.org/rechercheformation/170